# Elezioni presidenziali in Bielorussia del 2001
Le elezioni presidenziali in Bielorussia del 2001 si tennero il 9 settembre. Inizialmente previste per il 1999, la riforma costituzionale del 1996 aveva prolungato il mandato di Aljaksandr Lukašėnka in carica per altri due anni.
Il 7 giugno 2001, la Camera dei rappresentanti dell'Assemblea nazionale della Repubblica di Bielorussia ha adottato la risoluzione per la quale le elezioni si sarebbero tenute il 9 settembre 2001. Inizialmente furono ammessi quattro candidati alla presidenza, uno dei quali - Semyon Domaš - in seguito ha rinunciato e sostenuto la candidatura di Hančaryk.
In seguito ai risultati delle elezioni, Lukašėnka è stato rieletto capo di stato, con il 77,4% dei voti su due candidati minori. L'affluenza alle urne fu dell'83,9%.
Lukašėnka si insediò ufficialmente il 20 settembre 2001 per il suo secondo mandato.
L'Unione europea e gli Stati Uniti non riconobbero i risultati delle elezioni, mentre il rappresentante dell'Organizzazione per la sicurezza e la cooperazione in Europa osservò che l'ambiente preelettorale "non era democratico" e che non lo avrebbe descritto come "libero ed equo".

## Risultati
| Aljaksandr Lukašėnka  | Indipendente                               | 4 666 680 | 75,65 |  |  |  |  |  |
| Uladzimir Hančaryk    | Indipendente                               | 965 261   | 15,65 |  |  |  |  |  |
| Sjarhej Hajdukevič    | Partito Liberal-Democratico di Bielorussia | 153 199   | 2,48  |  |  |  |  |  |
| Nessuno dei candidati | Nessuno dei candidati                      | 245 241   | 3,98  |  |  |  |  |  |
| Voti non validi       | Voti non validi                            | 138 706   | 2,25  |  |  |  |  |  |
| Totale                | Totale                                     | 6 169 087 | 100   |  |  |  |  |  |
|                       |                                            |           |       |  |  |  |  |  |
| Elettori              | Elettori                                   | 7 356 343 |       |  |  |  |  |  |